# Grabowy Las
Grabowy Las [pronunciación en polaco: /ɡraˈbɔvɨ ˈlas/] es un pueblo ubicado en el distrito administrativo de Gmina Stromiec, dentro del Condado de Białobrzegi, Voivodato de Mazovia, en el este de Polonia central. Se encuentra aproximadamente a 6 kilómetros al sureste de Stromiec, a 16 kilómetros al este de Białobrzegi, y a 68 kilómetros al sur de Varsovia.